# Srengseng (Krangkeng)
Srengseng is een bestuurslaag in het regentschap Indramayu van de provincie West-Java, Indonesië. Srengseng telt 9028 inwoners (volkstelling 2010).